# 2-й учебный авиационно-планерный полк
2-й учебный авиационно-планерный полк — подразделение Военно-Воздушных сил (ВВС) Вооруженных Сил РККА, принимавшее участие в Великой Отечественной войне в 1942-1945 годах, выполняя специальные и транспортные задачи Верховного Главного Командования СССР.
Период в составе действующей армии: 11.08.1942 — 16.10.1943.
Командир полка гвардии майор Карпенков Федор Степанович.

## История

### 2-й учебный авиационно-планерный полк (2 УАПП)
2-й учебный авиационно-планерный полк был сформирован в августе 1942 года в городе Киржач Ивановской области. Основные кадры для формирования полка были направлены из 9-й отдельной авиаэскадрильи ВДВ КА. Полк состоял из двух эскадрилий самолётов-буксировщиков (по 10 самолётов Ил-4) и 60 пилотов-планеристов, а также оснащался планерами А-7, Г-11, КЦ-20. На протяжении всей войны подразделение выполняло специальные задания командования по переброске различных грузов, высадке воздушных десантов, а также обеспечивали снабжение партизан и спецгрупп Госбезопасности и ГРУ, действовавших на оккупированных противником территориях.
В ноябре 1942 году личный состав полка в количестве пяти экипажей Ил-4 занимался снабжением брянских партизан, выполняя полеты ночью с планерами со Щелковского аэродрома. Также 12 боевых экипажей самолётов Ил-4 с планерами участвовал в доставке антифриза и огнеметов в район Житкур для танковых соединений Сталинградского фронта.
В марте 1943 года 2-й авиапланерный полк был придан 3-й воздушной армии Калининского фронта и участвовал в трех отдельных операциях по обеспечению белорусских партизан.

### 2-й отдельный авиационно-планерный полк (2 ОАПП)
В августе 1943 года полк был переформирован в 2-й отдельного авиационно-планерного полк самолётов Ил-4 и входил в состав авиации ВДВ КА (2-й оапп ВДВ). В таком виде до ноября 1944 года полк занимался ночной буксировкой тяжелых планеров, пушек и другого воздушно-десантного вооружения.

### 209-й гвардейский буксировочный авиационно-планерный полк
2-й оапп 10.10.1944 года постановлением ГКО полк вошел в состав 19-й гвардейской транспортной авиационной дивизии ВДВ 9-го гвардейского авиакорпуса при Отдельной гвардейской воздушно-десантной армии и преобразован в 209-й Гвардейский буксировочный авиапланерный полк на Ил-4 (209-й гв. апдд) под командованием майора Карпенкова Фёдора Степановича (с ноября 1944 года по 16 апреля 1945 года). В этом виде находился в строю с 10 октября 1944 года по 16 апреля 1945 года, дислоцируясь в Могилёве.

### 209-й гвардейский бомбардировочный авиаполк
В мае 1945 года полк был переформирован в 209-й гвардейский бомбардировочный авиаполк (209-й гв. бап). Личный состав поступил в распоряжение отдела кадров 9-го гвардейского авиакорпуса (9-го гв. бак), а 118 пилотов-планеристов были направлены в Бердскую авиашколу первоначального обучения. Материальную часть планеров списали как пришедшую в негодность, а самолёты По-2 передали в другие полки, входящие в состав 19-й гвардейской авиадивизии (19-й гв. бад). С ноября 1944 года полк базировался в Минском военном округе в городе Старый Быхов.
45 учебно-тренировочный авиационный планировочный полк (45-й УТАПП)
Период в составе действующей армии: 31.12.1944 — 30.12.1958
Командир полка - гвардии майор Медведев Захар Павлович.
45-й УТАПП пополнялся опытными летчиками 208-го и 209-го гвардейских авиаполков. Полком в 1955 году командовал Николай Афанасьевич Иванченко, в прошлом командир 1-й авиаэскадрильи 208-го полка.

## Состав на август 1943 года
С 1 марта по 29 августа 1943 года находилась в составе 3-й воздушной армии
Сведения о численном и боевом составе 2 УАПП на 10.01.1943 г.
Самолёты: ДБ-3 — 20 шт., У-2 — 3 шт., УТ-1 — 1 шт., УТ-2 — 1 шт., Р-5 — 1 шт., ЕР-2 — 1 шт.
Планеры: А-7 — 30 шт., КЦ-20 — 22 шт., А-2 — 7 шт.
Личный состав составлял 315 человек.